# Limonia bifaria
Limonia bifaria är en tvåvingeart som beskrevs av Alexander 1965. Limonia bifaria ingår i släktet Limonia och familjen småharkrankar. Inga underarter finns listade i Catalogue of Life.